# Чайная чашка (телесериал)
«Чайная чашка» (англ. Teacup) — американский драматический хоррор-сериал, созданный Йэном Маккаллоком. Сериал основан на романе «Кусака» писателя Роберта Маккаммона.
Премьера первого сезона, состоящего из 8 эпизодов, состоялась на стриминговом сервисе Peacock 10 октября 2024 года.
17 января 2025 года стало известно, что «Чайная чашка» была закрыта после первого сезона.

## Сюжет
На изолированном ранчо в сельской местности штата Джорджия несколько человек вынуждены объединиться друг с другом, чтобы противостоять таинственной угрозе.

## В ролях

### Главные
- Кэти Бейкер — Эллен Ченовет, мать Джеймса, страдающая от рассеянного склероза.
- Ивонн Страховски — Мэгги Ченовет, ветеринар, жена Джеймса и сноха Эллен.
- Скотт Спидмен — Джеймс Ченовет, плотник, сын Эллен и муж Мэгги.
- Эмили Бьер — Мерил Ченовет, дочь Джеймса и Мэгги и внучка Эллен.
- Калеб Долден — Арло Ченовет, сын Джеймса и Мэгги и внук Эллен.
- Ческей Спенсер — Рубен Шенли, владелец ранчо и муж Валерии.
- Дайни Родригес — Валерия Шенли, жена Рубена.
- Лучано Леру — Николас Шенли, сын Рубена и Валерии.
- Борис Макгивер — Дональд Келли, ветеран войны и муж Клэр.

### Второстепенные
- Холли Моррис — Клэр Келли, жена Дональда.
- Роб Морган — Макнаб
- Билл Хек — лейтенант Олсен
- Джексон Келли — Трэвис

## Сезоны
| Сезон | Серии | Серии | Даты показа     | Даты показа     |
| Сезон | Серии | Серии | Первая серия    | Последняя серия |
| ----- | ----- | ----- | --------------- | --------------- |
| 1     | 8     | 8     | 10 октября 2024 | 31 октября 2024 |

## Эпизоды

### Сезон 1(2024)
| № общий | № в сезоне | Название                                                                  | Режиссёр        | Автор сценария     | Дата премьеры   |
| --- | ---------- | ------------------------------------------------------------------------- | --------------- | ------------------ | --------------- |
| 1 | 1          | «Подумайте о пузырьках» «Think About the Bubbles»                         | И.Л. Кац        | Йэн Маккаллок      | 10 октября 2024 |
| Животные на ферме семьи Ченовет ведут себя странно. Семья и соседи ищут пропавшего Арло.                          |            |                                                                           |                 |                    |                 |
| 2 | 2          | «Мой маленький маяк» «My Little Lighthouse»                               | И.Л. Кац        | Йэн Маккаллок      | 10 октября 2024 |
| Без сотовой связи и электричества Ченоветы и их соседи отчаянно ищут помощи.                                      |            |                                                                           |                 |                    |                 |
| 3 | 3          | «Совершенно беспричинно» «Quite for No Reason»                            | Хлоя Окуно      | Йэн Маккаллок      | 17 октября 2024 |
| Рубен и Джеймс обращаются за помощью к семье Наваррос. Тем временем Арло раскрывает правду о том, что происходит. |            |                                                                           |                 |                    |                 |
| 4 | 4          | «В самом сердце страны» «In the Heart of the Country»                     | Хлоя Окуно      | Йэн Маккаллок      | 17 октября 2024 |
| Джеймс и Рубен находятся в плену на ферме. Арло, Мерил и Николас встречают таинственного человека.                |            |                                                                           |                 |                    |                 |
| 5 | 5          | «Я свидетель болезни» «I'm a Witness to the Sickness»                     | Джон Хайамс     | Майкл А. О’Ши      | 24 октября 2024 |
| Трэвис рассказывает, как он нашёл убежище на ферме Наварросов, предупредив семью Джеймса об опасности.            |            |                                                                           |                 |                    |                 |
| 6 | 6          | «Ты не знаешь, что значит победить» «You Don't Know What It Means to Win» | Джон Хайамс     | Франциска Икс. Хьу | 24 октября 2024 |
| Джеймс и Рубен возвращаются с раненым Макнабом. Джеймс узнаёт ужасную правду о своей матери.                      |            |                                                                           |                 |                    |                 |
| 7 | 7          | «Это нигде: Часть первая» «This Is Nowhere, Part One»                     | Кевин Танчароен | Зои Купер          | 31 октября 2024 |
| В группе царят подозрительность и паранойя. Дональд присоединяется к Рубену, чтобы завершить незаконченные дела.  |            |                                                                           |                 |                    |                 |
| 8 | 8          | «Это нигде: Часть вторая» «This Is Nowhere, Part Two»                     | Кевин Танчароен | Йэн Маккаллок      | 31 октября 2024 |
| Узнав, кто охотится за Арло, Мэгги и Джеймс прибегают к немыслимому, чтобы спасти свою семью.                     |            |                                                                           |                 |                    |                 |

## Производство

### Разработка
В декабре 2022 года было объявлено, что стриминговый сервис Peacock заказал сразу несколько сезонов современного сериала ужасов от Йэна Маккаллока и Джеймса Вана. И. Л. Кац был объявлен режиссёром первого эпизода сериала.
17 января 2025 года стало официально известно, что «Чайная чашка» была закрыта после первого сезона.

### Кастинг
В феврале 2024 года было объявлено, что актриса Ивонн Страховски получила роль Мэгги Ченовет в сериале, который получил название «Чайная чашка». Скотт Спидмен получил роль в паре со Страховски в том же месяце.

## Критика
На сайте-агрегаторе Rotten Tomatoes сериал получил положительную оценку в 77 % на основе 30 рецензий со стороны критиков. Консенсус сайта гласит: «Стильная и по-настоящему пугающая человеческая драма „Чайная чашка“ местами не дотягивает, но атмосферные страхи этого сериала ужасов оставляют приятное послевкусие».
На сайте Metacritic сериал имеет среднюю оценку в 54 балла из 100 на основе 13 рецензий со стороны критиков, что указывает на «смешанные или средние отзывы».